# Ehebetrug
Der Ehebetrug (teilweise auch: „Eheerschleichung“) war ein in der Bundesrepublik Deutschland bis zum Inkrafttreten des 4. Strafrechtsreformgesetzes (vom 23. November 1973; BGBl. 1973 I S. 1725) geltender eigener Straftatbestand, der den Personenstand schützen sollte. Strafbar war, sich die Ehe gegenüber einem anderen zu erschleichen, obwohl die Ehe auf Grund eines Hindernisses aufhebbar war und deswegen aufgelöst wurde. Anders als bei den klassischen Betrugsdelikten ist der Ehebetrug kein Vermögensdelikt gewesen.

## Wortlaut
§ 170 StGB a.F. hatte folgenden Wortlaut:
(1) Wer bei Eingehung einer Ehe dem anderen Teile ein gesetzliches Ehehindernis arglistig verschweigt, oder wer den anderen Teil zur Eheschließung arglistig mittels einer solchen Täuschung verleitet, welche den Getäuschten berechtigt, die Gültigkeit der Ehe anzufechten, wird, wenn aus einem dieser Gründe die Ehe aufgelöst worden ist, mit Gefängnis nicht unter drei Monaten bestraft.

## Ehehindernisse
Die Ehehindernisse waren zum Zeitpunkt der Gültigkeit des § 170 StGB a.F. noch in §§ 1–8, 30–34 Ehegesetz (EheG) geregelt. Die Ehehindernisse bestimmen sich allerdings nur nach dem bürgerlichen Recht, nicht nach kanonischem Recht. Klassische Ehehindernisse sind die Eheverbote (§§ 1306ff. BGB). Eine Heirat ist dann nicht möglich, wenn bereits eine Ehe mit einem der potenziellen Ehegatten besteht (Bigamieverbot), wenn ein Verwandtschaftsverhältnis zwischen den potenziellen Ehegatten besteht (Verbot der Verwandtenheirat), aber auch in Fällen, in denen gar keine Ehefähigkeit besteht (§§ 1303, 1304 BGB): Ist der Ehegatte (noch) nicht geschäftsfähig, kann die Ehe nicht geschlossen werden.

## Aufhebungsurteil
Für die Strafbarkeit war unabdingbare Voraussetzung, dass die Ehe durch Aufhebungsurteil (§ 1313 BGB) auch aufgelöst wurde. Dieses Aufhebungsurteil musste zudem rechtskräftig geworden sein. Erst dann begann für das Delikt des Ehebetrugs die Verjährung. Der Strafantrag, dessen Frist ebenfalls ab Kenntnis der Rechtskraft des Aufhebungsurteils lief (vgl. RGSt 37, 372; teilweise streitig), konnte nicht durch ein besonderes öffentliches Interesse ersetzt werden.